# Gradina (Horvátország)
Gradina falu és község Horvátországban Verőce-Drávamente megyében.

## Fekvése
Verőce központjától légvonalban10, közúton 15 km-re északkeletre, Nyugat-Szlavóniában, a Drávamenti-síkságon fekszik. A község területe magában foglalja a Dráva árterének egy részét és az ettől délre elterülő, a Bušetina-Lukács-Gradina-Suhopolje- Čađavica út mentén húzódó síkságot.

## A község települései
A községhez közigazgatásilag Aladár, Bačevac, Berzőce, Budakóc, Detkovac, Gradina, Lipovac, Lug Gradinski, Rušani, Újgrác és Žlebina települések tartoznak

## Története
A Gradina területén talált régészeti leletek arra utalnak, hogy itt már ősidők óta laknak emberek. Ezt igazolja a Duljine-Gradina régészeti lelőhely, mely Gradina és Bačevac között, a Bačevac felé vezető úttól északra található. Ezen a kiterjedt sík területen kisebb-nagyobb mesterséges halmok sora található. Az innét összegyűjtött leletanyag a történelem előtti időktől a középkoron át az újabb korokig terjed. Innen ered a település neve is, mely várhelyet, illetve olyan helyet jelöl, melyet töltéssel, fallal, sövénnyel kerítettek el, vagy erősítettek meg. A szakemberek közül sokan a mai Gradinával azonosítják a történeti forrásokban „Serota” néven említett ókori települést, mely a római Poetovióból (Ptuj) Mursiára (Eszék) vezető út mentén feküdt. A község területén vélhetően több középkori település is volt, melyeket az 1532-es török hadjárat törölt el a föld színéről. A berzőcei mellett még legalább két másik plébániát említ a térségben az 1334-es pápai tizedjegyzék, melyeket máig sem sikerült azonosítani.
Miután 1684-ben Verőcét felszabadították a török uralom alól területe majdnem teljesen lakatlan volt és rengeteg szántóföld maradt műveletlenül. Ezért a bécsi udvar elhatározta, hogy a földeket a betelepítendő családok között osztja fel. A horvát családok Kapronca, Kőrös és Szentgyörgyvár vidékéről jöttek. A Gradina név 1688-ban bukkan fel, hivatalos iratban pedig 1702-ben szerepel először.
Az első katonai felmérés térképén „Dorf Gradina” néven találjuk. Lipszky János 1808-ban Budán kiadott repertóriumában „Gradina” néven szerepel. Nagy Lajos 1829-ben kiadott művében „Gradina” néven 113 házzal, 648 katolikus vallású lakossal találjuk. Verőce vármegye Verőcei járásának része volt.
A településnek 1857-ben 722, 1910-ben 1.029 lakosa volt. 1910-ben a népszámlálás adatai szerint lakosságának 62%-a horvát, 37%-a magyar anyanyelvű volt. Az I. világháború után 1918-ban az új szerb-horvát-szlovén állam, majd később (1929-ben) Jugoszlávia része lett. 1991-ben 1.058 főnyi lakosságának 74%-a horvát, 22%-a szerb nemzetiségű volt. 2011-ben falunak 916, a községnek összesen 3.850 lakosa volt.

## Lakossága
| Lakosság változása | Lakosság változása | Lakosság változása | Lakosság változása | Lakosság változása | Lakosság változása | Lakosság változása | Lakosság változása | Lakosság változása | Lakosság változása | Lakosság változása | Lakosság változása | Lakosság változása | Lakosság változása | Lakosság változása | Lakosság változása |
| ------------------ | ------------------ | ------------------ | ------------------ | ------------------ | ------------------ | ------------------ | ------------------ | ------------------ | ------------------ | ------------------ | ------------------ | ------------------ | ------------------ | ------------------ | ------------------ |
| 1857               | 1869               | 1880               | 1890               | 1900               | 1910               | 1921               | 1931               | 1948               | 1953               | 1961               | 1971               | 1981               | 1991               | 2001               | 2011               |
| 722                | 877                | 995                | 974                | 1.033              | 1.029              | 960                | 1.223              | 1.337              | 1.357              | 1.400              | 1.320              | 1.098              | 1.058              | 972                | 916                |

## Nevezetességei
Az elemi iskola épülete közelében található az a hely, ahol 1997. június 13-án megjelent a Gradinai Szűzanya. Június 17-én a jelenés helye előtt keresztet állítottak, azóta ez a hely az imádság helye, ahol rózsafüzért imádkoznak, Mária-énekeket énekelnek, virágokat és mécseseket helyeznek el. A kereszt elé előbb szobrot és imaházat építettek, majd a jelenés helyétől a Szent Illés templomig keresztutat létesítettek. 

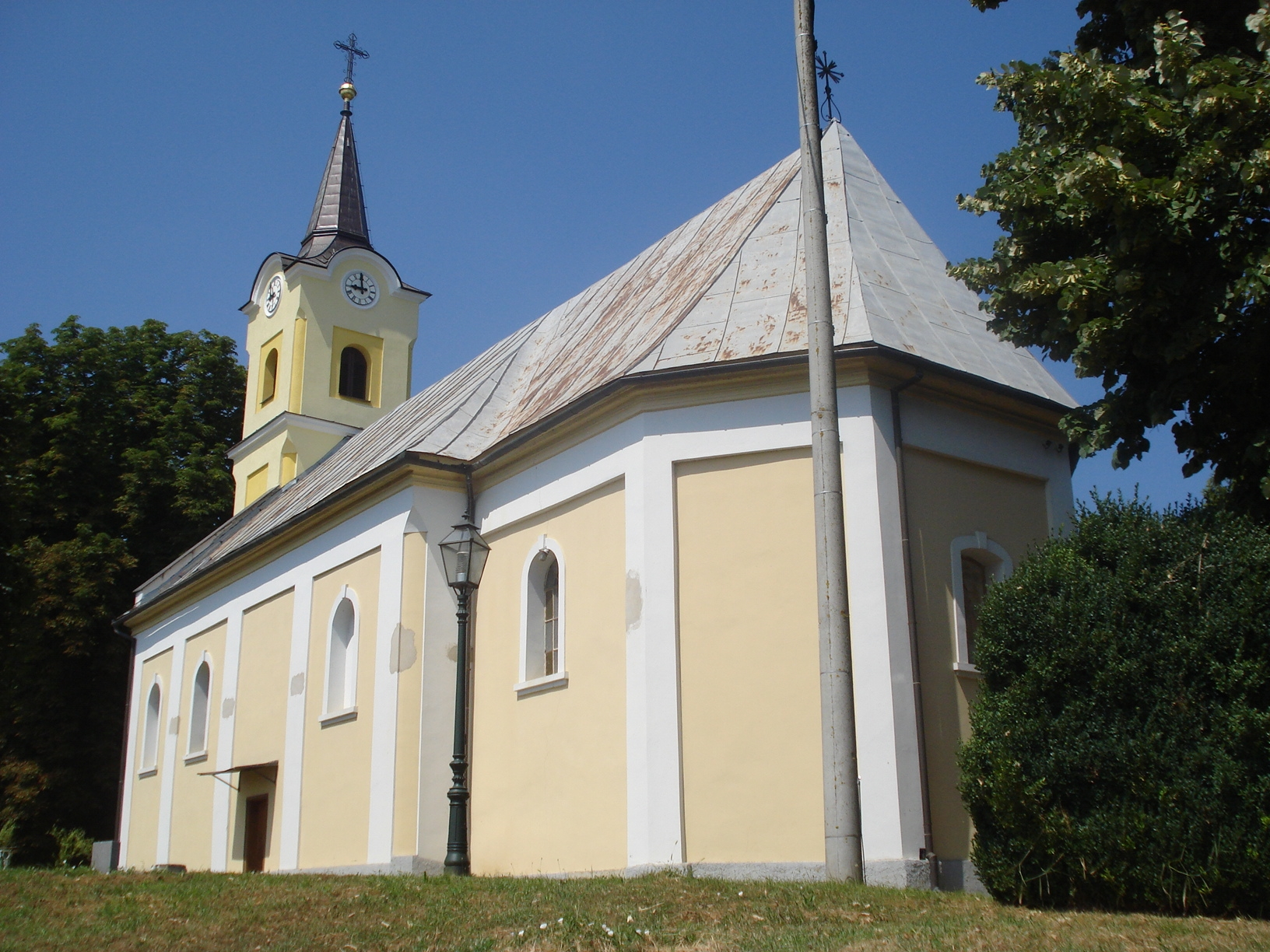
A Szent Illés plébániatemplom.

Szent Illés próféta tiszteletére szentelt római katolikus templomának építését 1775-ben kezdték meg a korábbi fatemplommal átellenben, de a falak csak 1820-ra kerültek tető alá. Az oltárok 1847-ben készültek. 1904/05-ben elkészült a belső festés, majd 2004/05-ben újra kifestették, ezzel nyerte el az épület a mai formáját. A templomhoz vezető, gesztenyefa álét 1883-ban ültették, ma már védelem alatt áll. A plébánia épülete 1783-ban épült. A templom mögötti temető területe középkori régészeti lelőhely, ahol már számos középkori cseréptöredék került elő. Valószínűleg középkori vár, vagy erődített település állt a helyén.
Bačevac és Gradina között egy nagy diluviális terasz szélén található a Duljine nevű régészeti lelőhely. A teraszon egyből szembeötlik két ősi várhely, mindkettő 119,5 méteres magasságban, ellipszoid alaprajzzal. Legmagasabb pontjuk mintegy 7 méterrel emelkedik a környező terep fölé. A nyugati várhelyet teljes mértékben szántóföld takarja, míg a keletire részben ráépültek Gradina falu házai. Megfigyelhető egy harmadik, kisebb várhely is a nyugati várhelytől mintegy 600 méterre északra. Mindegyik várhelyen nagy mennyiségű bronzkori és középkori cseréptöredék került elő, mely arra utal, hogy itt huzamosabb ideig lakott erődített település állt.
A településen egy Szent Pantaleon tiszteletére szentelt pravoszláv templom is állt, melyet 1942-ben az usztasák leromboltak. A templom helyén a falu déli részén a pravoszláv temető mellett 1988-ban a délszláv háború előtt új templom építésébe kezdtek, melyből a szentély falai meg is épültek. A háborús események miatt az építés abbamaradt és már később sem tudták befejezni. A falakat mára benőtte a növényzet.

## Kultúra
A „Gradina” rekreációs nőegyesületet 2010. március 6-án alapították. Célja a középkorú nők rekreációja a sport, kirándulások, társasági összejövetelek és kötetlen mulatságok szervezésével. A végső cél az egészséges élet.

## Oktatás
A helyi oktatás kezdetei 1824-ig nyúlnak vissza. A mai intézményben a II. világháború után kezdődött a négyosztályos oktatás, majd 1951 és 1955 között az iskolát nyolcosztályosra bővítették. Nagy átszervezés történt az 1966/67-es tanévben, amikor az intézményt a rušani iskolával egyesítve 12 település számára egy nagy községi iskolát hoztak létre 48 osztállyal 1338 tanulóval és 52 oktatóval. Később helyhiány miatt a gradinai iskolát nyolcosztályosra szervezték át és mellette Rušani, Budakóc, Detkovac településeken nyolcosztályos, Bačevac, Berzőce, Gradinski Lug, Lanka, Majkovac (a mai Žlebina), Mitrovica (a mai Lipovac), Újgrác és Podravski Sokolovac (a mai Vladimirovac) településeken pedig négyosztályos alsó tagozatos területi iskolákat hoztak létre. Az oktatás a mai napig ebben a rendszerben működik. Az iskola 1960-ban a település szülöttének a háborúban hősi halált halt szerb partizánnak, Boško Buhának a nevét vette fel. 1992. február 27-én az iskola hivatalos neve Gradina elemi iskola lett.

## Sport
Az NK Gradina labdarúgóklub a megyei 2. liga nyugati csoportjában szerepel.